# MKE Kırıkkalespor
Maillots
Le MKE Kırıkkalespor Kulübü est un club de football turc basé à Kırıkkale.

## Histoire
Ce club évolue en première division turque lors de la saison 1978/79. À l'issue de la saison il termine 16e et dernier du championnat et se voit donc relégué en Division 2.
Les statistiques du club en 1re division turque sont les suivantes : 30 matchs joués, 5 victoires, 8 nuls, 17 défaites, 21 buts inscrits, 64 buts encaissés, 18 points gagnés.

## Dates clés
- 1967 : fondation du club
- 1978 : montée en Division 1
- 1979 : relégation en Division 2

## Parcours
- Championnat de Turquie : 1978-1979
- Championnat de Turquie D2 : 1974–1978, 1979–1988, 1999–2001
- Championnat de Turquie D3 : 1967–1974, 1988–1999, 2001–2009
- Championnat de Turquie D4 : 2009-2012

## Anciens joueurs
- Rahim Zafer
- Tansel Başer

## Anciens entraîneurs
- Suat Mamat